# Ochranný interval
Ochranný interval se v telekomunikacích používají pro zjištění, aby nedocházelo ke kolizím jednotlivých signálových prvků nebo ke vzájemnému rušení přenosů různých rámců, které mohou patřit jednomu uživateli (jako v OFDM) nebo různým uživatelům (jako v TDMA).
Účelem ochranného intervalu je odstranit rušení způsobené propagačním zpožděním, odrazy a ozvěnami, na které je přenos digitálních dat obvykle velmi citlivý.

## Použití v digitálních komunikačních systémech
Protože ochranný interval je mezi symboly nebo časovými sloty, může být v různých specifikacích připojován buď k předchozímu nebo k následujícímu symbolu či slotu.
V OFDM je ochranný interval na začátku každého symbolu. Pokud opožděný signál nevybočí z tohoto intervalu, nebude negativně ovlivňovat schopnost přijímače bezpečně dekódovat přijatý signál, který se vyhodnocuje jen mimo ochranný interval.
V TDMA časový slot každého uživatele ochranným intervalem končí. Ochranný interval tedy chrání proti ztrátě dat v daném časovém slotu, a chrání časový slot dalšího uživatele před interferencí způsobenou propagačním zpožděním. Je běžný omylem, že TDMA časové sloty začínají ochranným intervalem, jako u OFDM. Specifikace TDMA systémů, např. GSM, definují ochranný interval na konci časového slotu.
Delší ochranný interval chrání před odrazy, které přicházejí s větším zpožděním, ale snižuje kapacitu kanálu. V DVB-T je volitelný ochranný interval v trvání 1/32, 1/16, 1/8 nebo 1/4 trvání symbolu. Nejkratší interval (1/32) poskytuje nejnižší ochranu a nejvyšší přenosovou rychlost; nejdelší interval (1/4) poskytuje nejvyšší ochranu ale nejnižší přenosovou rychlost. Ochranný interval by ideálně měl být o něco málo delší než propagační zpoždění kanálu.

## Ochranný interval v 802.11
Standardní symbolový ochranný interval v IEEE 802.11 OFDM je 0,8 μs. Pro zvýšení přenosové rychlosti 802.11n přidala volitelnou podporu ochranného intervalu 0,4 μs, který poskytuje 11% zvýšení přenosové rychlosti. Naopak pro zvýšení plochy pokrytí poskytuje IEEE 802.11ax (Wi-Fi 6) volitelnou podporu ochranných intervalů 0,8 μs, 1,6 μs, a 3,2 μs.[zdroj?]
Pokud propagační zpoždění kanálu překračuje trvání ochranného intervalu nebo pokud synchronizace mezi vysílačem a přijímačem není přesná, kratší ochranný interval způsobuje vyšší četnost chyb paketů. Mohlo by být použito nějaké schéma, pro zjištění, zda zkrácení ochranného intervalu nezlepší propustnost spoje. Pro omezení složitosti však výrobci typicky implementují pouze krátký ochranný interval jako adaptační krok při přenosech nejvyšší rychlostí.